# Анна (жена Витовта)
А́нна (ум. 31 июля 1418, Троки) — великая княгиня литовская с 1392 года. Вероятно, вторая жена великого князя Витовта. Мать Софьи Витовтовны, единственной дочери Витовта и жены великого князя московского и владимирского Василия I Дмитриевича. Происхождение спорно. Наиболее известна по эпизоду спасения Витовта из заключения в Кревском замке в 1382 году.

## Биография

### Происхождение

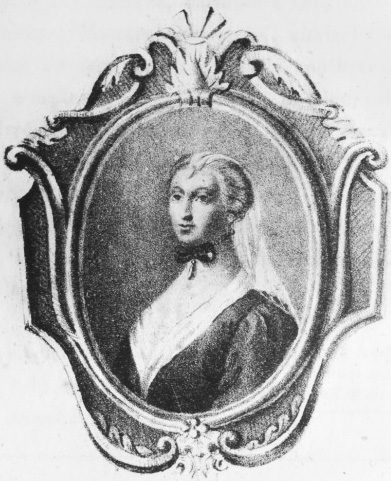
Воображаемый портрет Анны из работы Т. Нарбута «Dzieje narodu litewskiego». — T. 6. Panowanie Witolda w wieku piętnastym. — Wilno, 1839

В историографии существуют различные версии о происхождении Анны. Согласно поздней и ненадёжной «Хронике Быховца», Анна была сестрой Юрия Святославича, последнего независимого правителя Смоленского княжества. В документе от 1413 года упоминается шурин Витовта «русский князь Василий». При этом известно, что у Юрия также был брат Василий. Долгое время версия о смоленском происхождении Анны была единственной. Составленный ещё при жизни Витовта «Летописец великих князей литовских» (часть летописного свода 1446 года) подробно описывает войны со Смоленским княжеством 1386, 1395, 1401 и 1404 годов, но не содержит никакой информации о предполагаемом родстве Витовта и Юрия Святославича.
В 1933 году литовский историк Игнас Йонинас издал работу, в которой критиковал «Хронику Быховца» и попытался доказать, что Анна была не православной княгиней с Руси, а сестрой нобиля из Ейшишек и военачальника войска Витовта Судимонта. Старая хроника великих магистров Тевтонского ордена упоминает Судимонта как шурина (нем. swoger) Витовта, однако значения термина швагер могло быть и другим. В документе от 1416 года Судимонт называется magen — этот термин использовался по отношению к родственникам, преимущественно родным по крови. После исследования Йонинаса в литовской историографии Судимонт по отношению к Анне обычно назывался её братом, отцом или мужем сестры.
Ян Тенговский, современный исследователь генеалогии Гедиминовичей, придерживается точки зрения, что Судимонт и Лев Друцкий (также упоминаемый как швагер Витовта) были женаты на сёстрах княгини Марии Лукомской, первой жены Витовта. Йонинас выражал серьёзные сомнения в существовании Марии, известной по «Хронике Быховца». Единственный надёжный источник, упоминающий Марию, датируется 1440—1443 годами и содержит информацию о разделе земель Марии после её смерти, но не говорит о том, что Мария была женой Витовта.

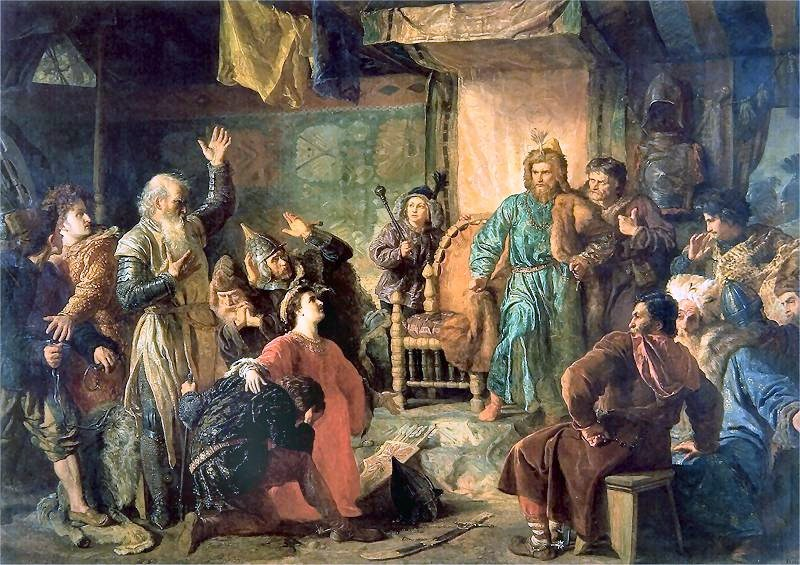
Войцех Герсон, Кейстут и Витовт в плену у Ягайло, 1873

### Организация побега Витовта
Свадьба Анны и Витовта состоялась, вероятно, около 1370 года. Впервые Анна упоминается в источниках под 1382 годом, когда её муж Витовт был заключён в Кревском замке по приказу его политического противника в гражданской войне 1381—1384 годов Ягайло. . Виганд Марбургский приводит рассказ, что Витовт поменялся одеждой с самой Анной. Вероятно, Анна осталась в замке и неизвестно, смогла ли она бежать или была освобождена. Гораздо позднее Теодор Нарбутт добавил несколько красочных деталей в картину побега Витовта. По Нарбутту, Витовт был болен, а спасла его служанка Алёна, добровольно пожертвовавшая собой ради спасения господина.

### Вторая гражданская война
В 1389 году во время неудачной попытки Витовта взять Вильну Анна находилась в Гродно. Неудачная попытка переворота вынудила Витовта снова обратиться за помощью к Тевтонскому ордену. Между Витовтом и крестоносцами был заключён Ликский договор, по которому Орден обязался оказать поддержку Витовту в его борьбе с двоюродными братьями Ягайло и Скиргайло. В качестве гарантии лояльности Витовта крестоносцы потребовали от него оставить заложников, среди которых была и Анна. После окончания гражданской войны в 1392 году между недавними противниками было заключено Островское соглашение, подтверждённое и Анной. Витовт становился великим князем литовским, а его жена, соответственно, великой княгиней. От Анны исходит два письма этого времени: одно адресовано Ягайло, а второе — его жене Ядвиге (на обоих стоит подпись Анны). Анна продолжала оставаться активной в политических делах и участвовала в переговорах по поводу заключения Салинского договора в 1398 году.
В 1400 году Анна посетила могилу известной отшельницы Доротеи из Монтау в Мариенвердере, молилась в церквях святой Анны в Бранденбурге и святой Варвары в Ольденбурге. Великую княгиню сопровождал её деверь Сигизмунд Кейстутович и свита из 400 человек. Анна продолжала поддерживать хорошие отношения с рыцарями Тевтонского ордена, которые зачастую посылали ей дорогие подарки, например, клавикорд и портатив в 1408 году и ценные вина в 1416.
Анна умерла 31 июля 1418 года в Троках. После её смерти всем церквям в Пруссии было приказано провести по ней панихиду. Отношения великой княгини с поляками было гораздо более натянутыми. Доброжелательно об Анне высказывался фламандский путешественник Жильбер де Ланнуа. Считается, что церковь Святой Анны в Нижнем Виленском замке, построенная до 1390 года, была названа в честь великой княгини. Эта церковь, позже известная как церковь святой Варвары, до наших дней не сохранилась.
После смерти Анны Витовт взял в жёны дочь своего советника Ивана Гольшанского Ульяну. Польский хронист XV века Ян Длугош считал, что первый муж Ульяны Иван Карачевский был убит по приказу Витовта специально для того, чтобы великий князь мог жениться на ней. Виленский епископ отказался проводить церемонию из опасения кровосмешения (Ульяна была дочерью Агрипинны — сестры Анны) и потребовал разрешения папы римского. В конце концов, церемония была проведена вроцлавским епископом. По Хронике Быховца, второй женой Витовта была Мария, дочь князя Андрея Лукомского и Стародубского, а Ульяна — третьей.